# 香豆素
香豆素（Coumarin），学名苯并{\displaystyle {\rm {\ \alpha }}}-吡喃酮，可以看做是顺式邻羟基肉桂酸的内酯，它是一大类存在于植物界中的香豆素类化合物的母核。
人體每日耐受攝入量為0.1 mg/kg，超過可能有副作用。動物實驗發現長期攝取過量，可能有肝腎毒性及潛在致癌可能。

## 物理性质
香豆素为无色或白色结晶或晶体粉末，有类似香草精的愉快香味。存在于零陵香豆、薰衣草油等中。难溶于冷水，能溶于沸水，易溶于甲醇、乙醇、乙醚、氯仿、石油醚、油类。有挥发性，能随水蒸气蒸馏并能升华。
荧光是香豆素一个特有的物理性质，在紫外光下，常显蓝色荧光。通过荧光人们很易辨认出它们的存在。在C-7位引入羟基后，可使荧光加强，即使在可见光下，也能观察到荧光。

## 化学性质
香豆素在热稀碱液中加热时，其内酯环可缓慢水解开裂，生成顺式邻羟基肉桂酸盐而溶解成一黄色溶液。若酸化，生成的顺式邻羟基肉桂酸极不稳定，再环化可重新生成香豆素；若长时间放置在碱液中，则顺式盐转化为反式邻羟基肉桂酸，此时再酸化，得到稳定的反式邻羟基肉桂酸，不会再发生内酯化。
香豆素硝化、磺化和发生傅-克反应都在C-6位上进行；氯甲基化发生在C-3位上；Michael加成则发生在C-4位上。室温下香豆素与溴的四氯化碳溶液作用，可得到在C-3和C-4双键上加成生成的二溴化物。在钯碳催化下，该双键亦可加氢。

## 历史
香豆素最早由Vogel于1820年从圭亚那的零陵香豆，即黄香草木犀（Melilotus officinalis）中获得。香豆素的英文名称“Coumarin”源于零陵香豆的加勒比词“coumarou”。

## 制取
香豆素的合成关键是形成吡喃酮环。吡喃酮环的经典合成反应主要是Perkin反应和Pechmann反应。
1、Perkin反应：邻羟基苯甲醛（水杨醛）与乙酸酐和无水乙酸钠在180℃共热而制得香豆素。
2、Pechmann反应：苯酚与{\displaystyle {\rm {\ \beta }}}-酮酸类化合物如乙酰乙酸乙酯在浓硫酸存在下缩合，得到香豆素。

## 应用
香豆素是一种重要的香料，常用作定香剂、脱臭剂，配制香水和香料，也用作饮料、食品、香烟、塑料制品、橡胶制品等的增香剂。医药上加入药剂中作为矫味剂。目前經動物實驗，被證實具有小鼠致癌性，因此有些國家因此訂定攝取的安全劑量。齧齒動物會將香豆素代謝為3,4-環氧香豆素，這種代謝產物可引發內出血因而造成死亡。但是香豆素在不同物種間的代謝途徑不同，人類則是將香豆素代謝成毒性較低的7-羥基香豆素，這種代謝物僅僅是可能造成部分體質較敏感的人肝功能受損，因此香豆素對人類的毒性較低。動物實驗確實發現長期服用香豆素會引發齧齒動物之癌症，不過人體試驗目前則無相關報導，反倒是能抑制某些癌細胞的增殖。

### 引用
1. ↑  Oliver Sun. . 營養新知.   [2016年12月15日]. （原始内容存档于2016年12月21日） （中文）. （页面存档备份，存于）
2. 1 2  .   [2016-05-24]. （原始内容存档于2019-08-04）. （页面存档备份，存于）
3. ↑  . Medical News Today.   [2016-05-24]. （原始内容存档于2019-09-04）. may cause liver damage in some sensitive people （页面存档备份，存于）
4. ↑  . In vivo (Athens, Greece). 2007  [2016-05-24]. （原始内容存档于2020-09-25）. （页面存档备份，存于）

## 外部連結
- 認識香豆素[永久]
- 香豆素 Coumarin 中草藥化學圖像數據庫 (香港浸會大學中醫藥學院) （中文）（英文）
- 食品真相大揭密（一）香草精 （页面存档备份，存于） 跟著鄭大師玩科學